# 麗江府

丽江府在云南省的位置（1820年）

麗江府，明朝时设置的府。

## 历史
明為軍民府，領州四，縣一。土司木氏世袭。順治十六年，改土府，省所屬州縣併入。雍正元年設流官。乾隆二十一年，置中甸廳。三十五年，置麗江縣為府治，改鶴慶府為州， 併所屬劍川州、維西廳來隸。領廳二，州二，縣一：麗江縣、鶴慶州、劍川州、中甸廳、維西廳。评价是：疲。隸迤西道。

## 相关链接
- 丽江木氏土司

## 延伸阅读
[在维基数据编辑]
 《欽定古今圖書集成·方輿彙編·職方典·麗江府部》，出自陈梦雷《古今圖書集成》